# Bahnstrecke Kostelec na Hané–Čelechovice na Hané
| Kursbuchstrecke (SŽ): | 307                  |                                                     |                                                     |
| Streckenlänge: | 2,973 km             |                                                     |                                                     |
| Spurweite: | 1435 mm (Normalspur) |                                                     |                                                     |
| Streckenklasse: | C4                   |                                                     |                                                     |
| Streckengeschwindigkeit: | 60 km/h              |                                                     |                                                     |
| |                      |                                                     |                                                     |
| \| \| \| von Prostějov (vorm. Mährische Westbahn) \| \| \| \| 0,000 \| Kostelec na Hané früher Kostelitz bei Prossnitz \| Kostelec na Hané früher Kostelitz bei Prossnitz \| \| \| \| nach Třebovice v Čechách (vorm. Mährische Westbahn) \| \| \| \| 2,973 \| Čelechovice na Hané früher Čellechowitz \| Čelechovice na Hané früher Čellechowitz \| \| \| \| nach Olomouc hl. n. (vorm. ÖLEG) \| \| |                      |                                                     |                                                     |
| Strecke |                      | von Prostějov (vorm. Mährische Westbahn)            | von Prostějov (vorm. Mährische Westbahn)            |
| Bahnhof | 0,000                | Kostelec na Hané früher Kostelitz bei Prossnitz     | Kostelec na Hané früher Kostelitz bei Prossnitz     |
| Abzweig geradeaus und nach links |                      | nach Třebovice v Čechách (vorm. Mährische Westbahn) | nach Třebovice v Čechách (vorm. Mährische Westbahn) |
| Haltepunkt / Haltestelle | 2,973                | Čelechovice na Hané früher Čellechowitz             | Čelechovice na Hané früher Čellechowitz             |
| Strecke |                      | nach Olomouc hl. n. (vorm. ÖLEG)                    | nach Olomouc hl. n. (vorm. ÖLEG)                    |

Die Bahnstrecke Kostelec na Hané–Čelechovice na Hané ist eine regionale Eisenbahnverbindung in Tschechien, die ursprünglich durch die Mährische Westbahn als staatlich garantierte Lokalbahn erbaut wurde. Sie verläuft von Kostelec na Hané (Kosteletz) nach Čelechovice na Hané (Čellechowitz). Die Strecke ist Teil der Verbindung von Prostějov nach Červenka.

## Geschichte
Die Konzession für die Mährische Westbahn wurde am 11. Juli 1886 dem Bankhaus Erlanger & Söhne in Frankfurt am Main erteilt. Neben dem Bau der Hauptverbindung Proßnitz–Mährisch Trübau waren auch eine Zweigbahn nach Opatowitz und der Anschluss an die Strecke Olmütz–Čellechowitz  der ÖLEG vorgesehen. Die Konzessionäre wurden verpflichtet, den Bau der Strecken sofort zu beginnen und binnen zwei Jahren fertigzustellen. Die Konzessionsdauer war auf 90 Jahre festgesetzt. Eröffnet wurde die Strecke Kosteletz–Čellechowitz am 1. September 1889 zusammen mit der Hauptverbindung Proßnitz–Triebitz. Den Betrieb führten die k.k. Staatsbahnen (kkStB) für Rechnung der Eigentümer aus.
Im Jahr 1912 wies der Fahrplan der Lokalbahn bis zu sieben Personenzüge 2. und 3. Klasse aus, von denen fünf von und nach Olmütz durchgebunden waren. Sie benötigten für die drei Kilometer lange Strecke sechs bis acht Minuten.
Nach dem Zerfall Österreich-Ungarns im Oktober 1918 ging die Betriebsführung an die neu gegründeten Tschechoslowakischen Staatsbahnen (ČSD) über. 
Ab Mitte der 1930er Jahre wurde ein Teil der Personenzüge auch mit Motorzügen gefahren, was zu einer deutlichen Fahrzeitverkürzung führte. Der Winterfahrplan von 1937 verzeichnete sieben Reisezugpaare zwischen Prostějov und Olomouc, von denen fünf als Motorzug verkehrten.
Im Zweiten Weltkrieg lag die Strecke zur Gänze im Protektorat Böhmen und Mähren. Den Betrieb führten in dieser Zeit  die Protektoratsbahnen Böhmen und Mähren (ČMD-BMB). Am 10. Oktober 1945 wurde die Mährische Westbahn verstaatlicht. Fortan gehörte auch die Infrastruktur zum Netz der ČSD.
Am 1. Januar 1993 ging die Strecke im Zuge der Auflösung der Tschechoslowakei an die neu gegründeten České dráhy (ČD) über. Seit 2003 gehört sie zum Netz des staatlichen Infrastrukturbetreibers Správa železniční dopravní cesty (SŽDC).
Im Jahresfahrplan 2013 wird die Strecke täglich im Zweistundentakt von den Personenzügen der Relation Červenka–Prostějov bedient. Weitere Züge verdichten diesen Fahrplan werktags zu einem teilweisen Einstundentakt.